# Aleixo Maria Caetano
Aleixo Maria Caetano (Florianópolis, 1741 — Florianópolis, 27 de junho de 1804) foi um militar e administrador colonial português.
Foi um dos membros do triunvirato que compos a junta governativa catarinense de 1800, que governou a capitania de Santa Catarina de 18 de janeiro a 8 de dezembro de 1800.